# Sint-Willibrorduskerk (Geijsteren)

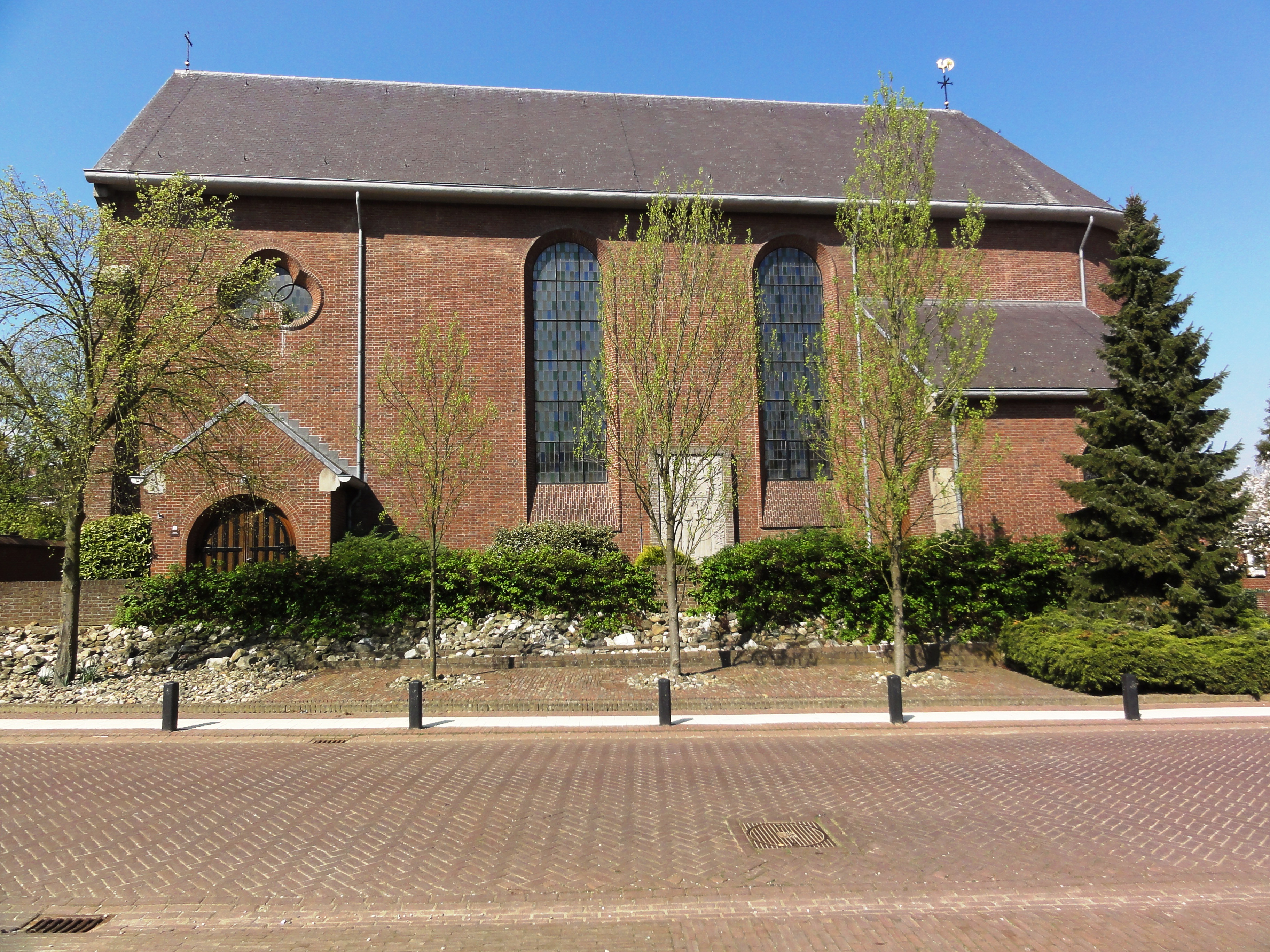
Sint-Willibrorduskerk

De Sint-Willibrorduskerk is de parochiekerk van Geijsteren, gelegen aan Dorpstraat 18.

## Geschiedenis
De oudste kerk van Geijsteren zou een houten gebouw uit de 10e eeuw kunnen zijn geweest, welke door een (natuur-)stenen kerk werd vervangen. In 1525 werd een gotische kerk gebouwd. Hiervan bleef de toren bewaard toen in 1864-1865 een nieuwe, neogotische, kerk tot stand kwam, ontworpen door Carl Weber. De toren werd in 1885 gerestaureerd door Carl Weber en in 1923 door Caspar Franssen. Einde 1944 werden kerk en toren echter door oorlogsgeweld verwoest. Hierbij ging de uit 1416 daterende (en in 1691 hergoten) Willibrordusklok verloren en ook de kerkinventaris ging verloren, op enkele beelden van Willibrord na, en ook een schilderij, uitgevoerd naar een gravure van Abraham Bloemaert, bleef bewaard. Deze voorwerpen vonden een plaats in de te bouwen nieuwe kerk.
Deze nieuwe kerk werd op een andere plaats dan de oude gebouwd, en kwam gereed in 1949. Architect was Alphons Boosten. Een houten klokkenstoel kwam naast de kerk te staan, en daarin werd de Catharinaklok uit 1416 opgehangen. In 1979 werd deze klokkenstoel vervangen door een betonnen open klokkentoren naast de kerk, ontworpen door P.W. Lerou.

## Gebouw
Het nieuwe gebouw is een zaalkerk met halfrond afgesloten koor, voorzien van hoge, rondbogige vensters. Een triomfboog vormt de scheiding tussen schip en koor. Het hoge interieur is uitgevoerd in schoon metselwerk. In de voorgevel bevindt zich een roosvenster.
Het orgel is een Verschueren-orgel uit 1951.
Tegen de kerkmuur is een oude grafsteen ingemetseld.